# Сумка-термос

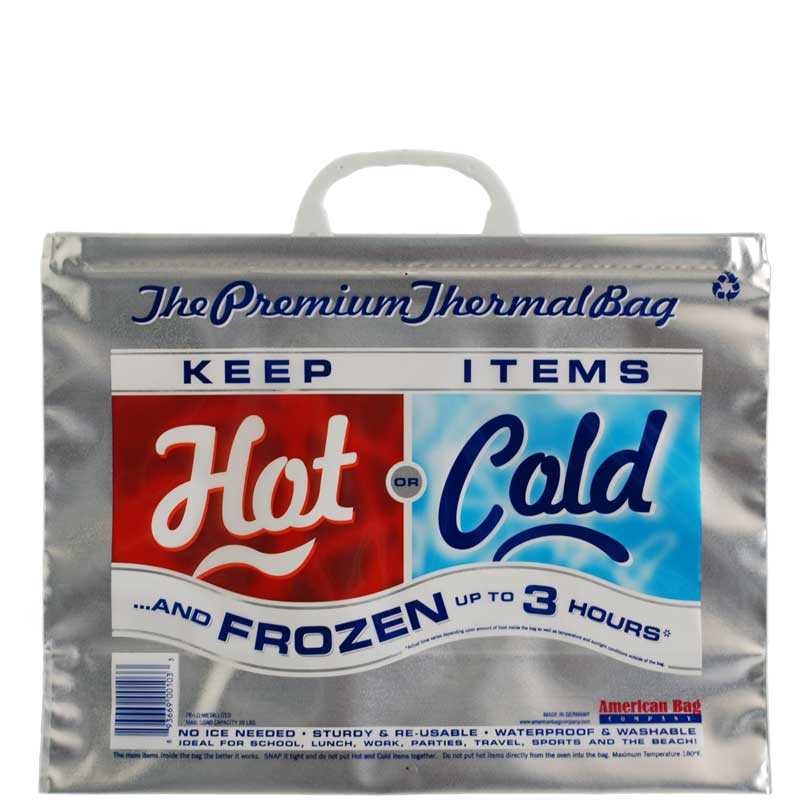
Вариант изотермического полимерного пакета

Сумка-термос (термосумка, изотермическая сумка) — специальный вид сумок для продолжительного сохранения более низкой температуры продуктов питания (напитков или блюд), по сравнению с температурой окружающей среды. Изготавливаются с использованием теплоизоляционных материалов.

## Сумка-холодильник

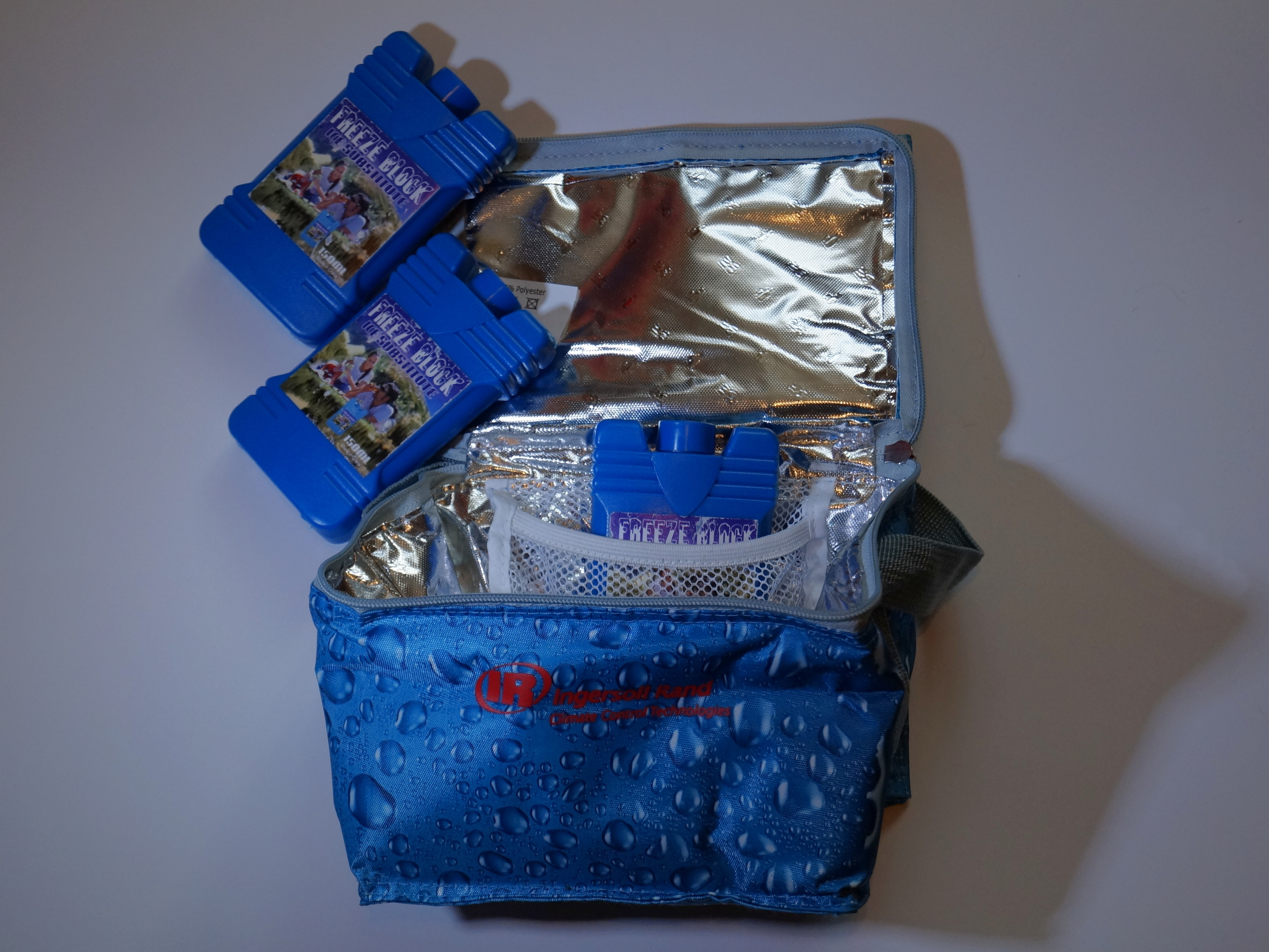
Сумка-холодильник с тремя хладоэлементами

Существуют сумки-холодильники, которые помимо теплоизоляционного материала, способствующего длительному сохранению низкой температуры в продуктовой ёмкости, способны автономно охлаждать или нагревать своё внутреннее пространство, по сути являясь портативным термоэлектрическим холодильником, принцип действия которого базируется на эффекте Пельтье. Использование элементов Пельтье выгодно отличается отсутствием движимых частей, газов и жидкостей. Однако низкий КПД технологии крайне ограничивает время работы от аккумуляторных батарей. Для электропитания подавляющей части сумок-холодильников достаточно 12 В, благодаря чему это возможно производить от розетки прикуривателя легкового автомобиля. К данной категории можно также отнести часть сегмента автомобильных холодильников. Также, автомобильные холодильники бывают абсорбционными (как правило, они способны работать и от розетки прикуривателя, и на пропан-бутане, то есть способны работать без электричества, поскольку абсорбционной холодильной машине нужен только источник тепла (не имеет значения вид топлива) для работы и достаточный отвод тепла от абсорбера и конденсатора) и компрессорными.